# Haga Akane
Haga Akane (羽賀朱音; Nagano, 2002. március 7. –) japán énekesnő és táncosnő. A Morning Musume együttes 12. generációs tagja.

## Élete
Haga Akane 2002. március 7 -én született Naganoban.
2013-ban csatlakozott a Hello! Project Kenshuuseihez.
2014-ben részt vett a Morning Musume 12. generációs meghallgatásán. Szeptember 30-án csatlakozott a Morning Musuméhez.
2020. március 7-én megjelent első fotókönyve. 

## Filmográfia
- Greeting～Akane Haga～(2016)[1]
- Morning Musume '17 12th diary! (2015. január 4. - 2017. március 26.)[2]
- GIRLS♥GIRLS♥GIRLS =FULL BOOST= 「Morning Musume's Morning Diary」 ( 2017. április 6. - )[3]
- HELLO! DRIVE! -Halodora-(2018. június 20. - 2019. június 26.)

## Publikációk
- Greeting-Photobook-(2017. március 7.)[4]
- Akane (2020. március 7.)[5]